# イギリス領ヴァージン諸島の旗
イギリス領ヴァージン諸島の旗（イギリスりょうヴァージンしょとうのはた）は1960年11月15日に制定された。

## 概要
この旗はブルー・エンサイン（左上部分にユニオンジャック（イギリスの国旗）を配した青地の旗）に、イギリス領ヴァージン諸島の紋章が描かれている。
この紋章は緑色の盾の中央に聖ウルスラを描き、その両側に、聖ウルスラに従って船出した一万一千人の乙女を象徴する11個の燃える金色のランプが描かれ、下に「VIGILATE」（ラテン語で「用心深くあれ」）というイギリス領ヴァージン諸島の標語が書かれている。
これは、クリストファー・コロンブスが大西洋を横断してこの島々に到達した際に、乙女たちにちなんでヴァージン諸島と名付けたことにちなんでいる。
商船旗は、レッド・エンサイン（イギリスの商船旗）に同じくイギリス領ヴァージン諸島の紋章を配している。この商船旗はイギリス領ヴァージン諸島に登録されている船舶、およびイギリス領ヴァージン諸島を訪問している船舶に掲げられる。
イギリス領ヴァージン諸島の総督は、これらと異なる独自の旗を持つ。総督旗はユニオンジャックの中央にイギリス領ヴァージン諸島の紋章を描いており、他のイギリスの海外領土の総督の旗と同じ発想に基づいている。

## ギャラリー

?イギリス領ヴァージン諸島の商船旗
イギリス領ヴァージン諸島総督の旗
?縦横比2:3の別タイプ